# Brutal Truth
Brutal Truth ist eine Grindcore-Band aus New York City, USA. Gegründet 1990 vom Ex-Anthrax und Ex-Nuclear Assault Bassisten Dan Lilker, bestand sie bis zur Auflösung 1999 und formierte sich wieder im November 2006 um am EyeHateGod Tribut-Sampler For the Sick mitzuwirken.

## Bandgeschichte
Die ersten Platten veröffentlichten Brutal Truth beim Label Earache Records, 1992 Extreme Conditions Demand Extreme Responses und 1994 Need to Control, ebenso eine EP namens Perpetual Conversion, sowie eine 7"-Single mit dem Song Godplayer. Während dieser Zeit wurden auch von den Songs Ill-Neglect, Collateral Damage und Godplayer Musikvideos gedreht.
Aufgrund von Differenzen wechselten Brutal Truth von Earache Records zu Relapse Records und veröffentlichten dort das Minialbum Kill Trend Suicide, das Album Sounds of the Animal Kingdom, und eine Live-Doppel-CD namens Goodbye Cruel World. Darüber hinaus veröffentlichte die Band mehrere Split-7"-Singles auf kleineren Labels, welche aber meist ausverkauft und sehr schwer zu bekommen sind.
2001 zeichnete das Guinness-Buch der Rekorde Brutal Truth für das kürzeste Musikvideo mit dem Clip Collateral Damage aus, der 2,18 Sekunden lang ist und aus 48 Fotos besteht.

## Diskografie

### Alben
- 1992: Extreme Conditions Demand Extreme Responses
- 1994: Need to Control
- 1997: Sounds of the Animal Kingdom
- 1998: Goodbye Cruel World (Best-of)
- 1999: Choice of a New Generation
- 2009: Evolution through Revolution
- 2011: End Time

### EPs
- 1992: Ill-Neglect
- 1992: Perpetual Conversion
- 1994: Godplayer
- 1996: Kill Trend Suicide
- 1998: Machine Parts
- 2000: For Drug Crazed Grindfreaks Only

### Split-CDs
- 1996: Split mit Spazz
- 1997: Split mit Rupture
- 1997: Split mit Converge
- 1999: Split mit Violent Society